# Montañas Usambara

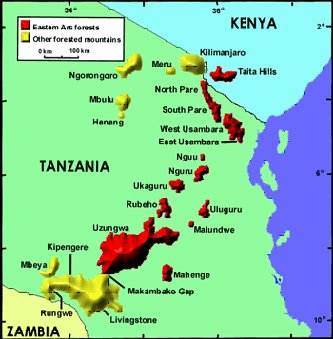
Mapa esquemático de las montañas del este de África.

Las montañas Usambara son una cordillera situada en el noreste de Tanzania, aproximadamente de 110 km de largo, y con una anchura que varía de 32 a 64 km. El punto más alto de la cordillera es 2.440 m.
Son parte del Arco montañoso Oriental que empiezan en Kenia y se extienden a través de Tanzania, siendo uno de los puntos calientes de biodiversidad en África. La cordillera es accesible desde las ciudades de Lushoto al oeste, y Amani al este. Las Usambara se dividen habitualmente en dos subcordilleras: Usambara Occidental y Usambara Oriental. La parte oriental es más cercana a la costa, recibe más precipitaciones, y es significativamente más pequeña que la occidental.

## Ecología

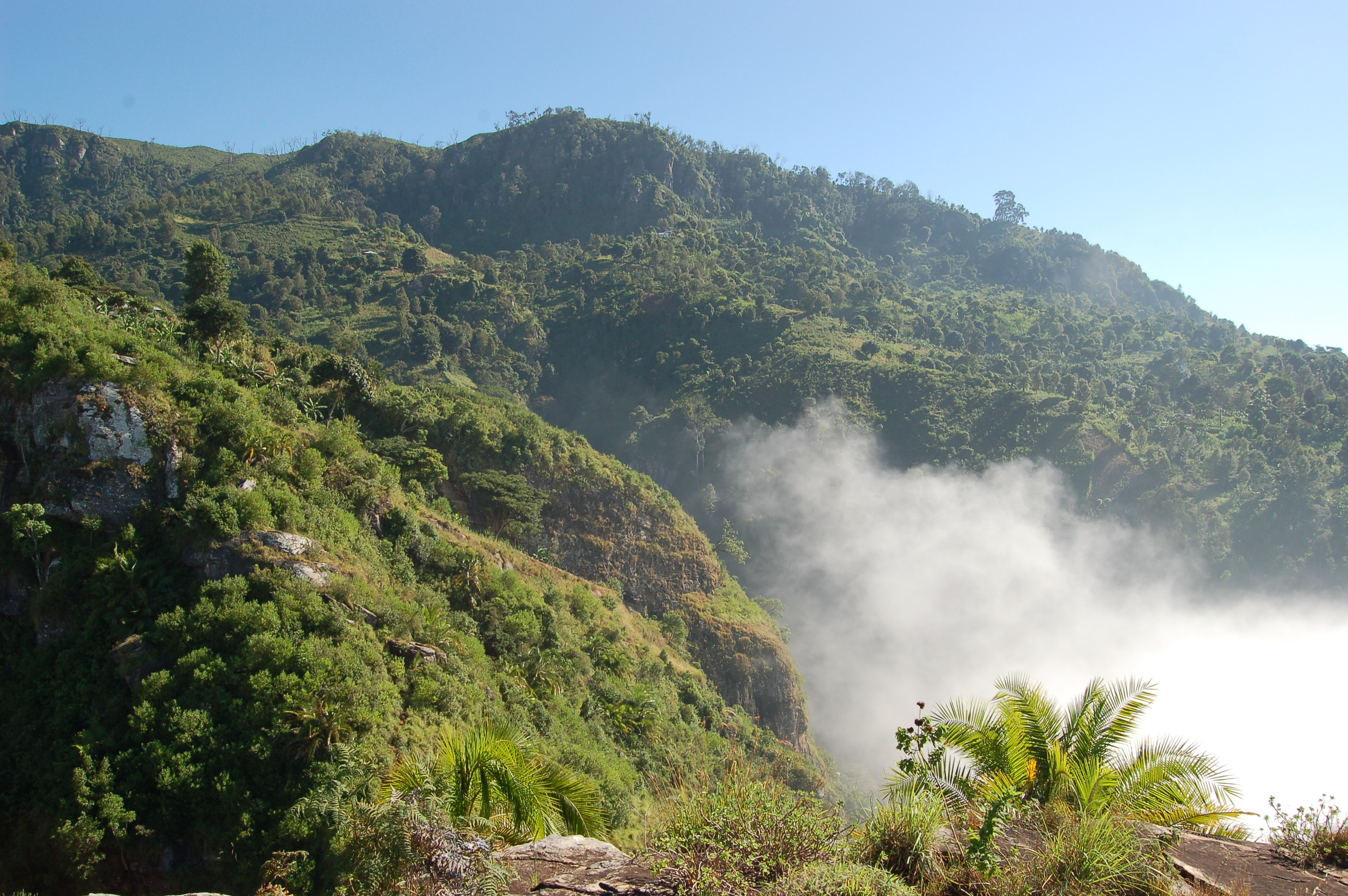
Entorno natural de la cordillera Usambara.

Las Montañas Usambara son únicas ya que, aunque están en África Oriental, sus áreas vírgenes son cubiertas del mismo bosque tropical que hoy permanece principalmente en el oeste del continente. La cordillera se formó hace casi dos mil millones de años y debido a la falta de glaciaciones y de un clima relativamente consistente, la selva ha existido durante un período largo, causando una evolución única que ocasiona una cantidad impresionante de endemismos y un bosque muy antiguo.
Las Usambara orientales y occidentales son largas cordilleras de formaciones geológicas metamórficas precámbricas de gneis, ácidos, piroxenos y amfíboles. Estas montañas se formaron al mismo tiempo que se creaba un sistema de drenaje que forma muchas corrientes de agua que proporcionan agua a la mayoría de la población de la Tanzania nororiental.
Consideradas enormemente significativas ecológicamente, hay muchas zonas protegidas por toda la cordillera, que están siendo expandidas por el gobierno de Tanzania, en asociación con ONG y equipos de investigación, y países donantes como Noruega. Unas cuantas especies son endémicas en los bosques de las Usambara, incluyendo el mochuelo de Usambara (Bubo vosseleri), el Sheppardia montana, el Ploceus Nicolli, el árbol Calodendrum eickii o el Encephalartos sclavoi, en peligro crítico de extinción.